# Сецеховице (Краковский повет)
Сецехови́це (пол. Sieciechowice) — село в Польше в сельской гмине Ивановице Краковского повета Малопольского воеводства.

## География
Село располагается в 1 км от административного центра гмины села Ивановице-Влосцяньске и в 20 км от административного центра воеводства города Краков. Располагается в долине реки Длубня.

## История
До 1955 года село входило в состав Олькушского повета и до 1975 года — в состав Мехувского повета. В 1975—1998 годах село входило в состав Краковского воеводства.

## Население
По состоянию на 2013 год в селе проживало 1057 человек.
| 2010 | 2013 |
| ---- | ---- |
| 1038 | 1057 |

| Перепись  | Всего   | Всего | Женщины | Женщины | Мужчины | Мужчины |
| --------- | ------- | ----- | ------- | ------- | ------- | ------- |
| Единицы   | человек | %     | человек | %       | человек | %       |
| Население | 1057    | 100   | 523     |         | 534     |         |

## Достопримечательности
Памятники культуры Малопольского воеводства
- Церковь святого Андрея;
- Усадьба в Сецеховице